# Lệ Chi
Lệ Chi là một xã thuộc huyện Gia Lâm, thành phố Hà Nội, Việt Nam.

## Địa lý
Xã Lệ Chi là một xã thuộc huyện Gia Lâm, có vị trí địa lý:
- Phía đông và phía bắc giáp tỉnh Bắc Ninh
- Phía tây giáp xã Trung Mầu
- Phía nam giáp xã Kim Sơn và tỉnh Bắc Ninh.

Xã Lệ Chi có diện tích 8,25 km², dân số năm 2022 là 15.036 người, mật độ dân số đạt 1.822 người/km².

## Hành chính
Xã Lệ Chi được chia thành 6 thôn: Chi Đông, Chi Nam, Cổ Giang, Gia Lâm, Kim Hồ, Sen Hồ và tổ dân phố Toàn Thắng.

## Lịch sử
Lệ Chi là vùng đất cổ có hàng nghìn năm lịch sử. Thế kỷ 18 có tên gọi là Tổng Cổ Biện, sau đó là Tổng Cổ Giang, thuộc huyện Gia Lâm, tỉnh Bắc Ninh.
Sau Cách mạng tháng Tám, Lệ Chi được gọi là khu Cổ Giang.
Năm 1947, khu Cổ Giang chia thành xã Hưng Thành và xã Trung Hà.
Năm 1948, sáp nhập xã Hưng Thành và xã Trung Hà thành xã Toàn Thắng.
Ngày 20 tháng 4 năm 1961, Quốc hội ban hành Nghị quyết về việc sáp nhập xã Toàn Thắng vào thành phố Hà Nội quản lý.
Ngày 31 tháng 5 năm 1961, Hội đồng Chính phủ ban hành 78-CP. Theo đó, xã Toàn Thắng thuộc huyện Gia Lâm, thành phố Hà Nội quản lý.
Tháng 2 năm 1965, đổi tên xã Toàn Thắng thành xã Lệ Chi.

## Văn hóa
Xã Lệ Chi là vùng đất cổ hiện còn lưu giữ được nhiều di tích lịch sử và văn hóa Kinh Bắc như: Chùa Vạn Xuân ở thôn Sen Hồ, Chùa Diên Phúc ở thôn Gia Lâm hiện còn lưu giữ được nhiều pho tượng đặc sắc về nghệ thuật tạo hình.
Đình Chi Đông, Đình Sen Hồ là hai công trình kiến trúc cổ với đường nét hoa văn trạm trổ độc đáo.
Là vùng đất ven sông, hàng năm được phù xa bồi đắp nhưng xa các trục giao thông lớn nên từ xưa tới nay, nghề chính ở Lệ chi vẫn là nghề nông lấy việc trồng cây lương thực là chính. Bên cạnh đó xã còn duy trì nghề trồng dâu, nuôi tằm, ươm tơ, dệt lụa nên từ lâu đời dân gian đã có câu ca:
Thuyền ai thấp thoáng bên sông.
Ghé thăm phong cảnh thăm đồng dâu xanh.
Thăm người thôn nữ cửu canh...
Lệ chi có một đặc sản nổi tiếng đó là Củ đậu ở thôn Cổ Giang. Khác với các nơi cũng là loại củ đậu đó nhưng củ đậu ở Cổ Giang chắc mịn ai được thưởng thức một lần chắc sẽ mãi nhớ vị ngọt và mát rất riêng biệt.
Rau củ cải trái vụ được trồng ở 3 thôn Chi Đông, Chi Nam và Cổ Giang cũng là một sản phẩm truyền thống- một đặc sản nông nghiệp nổi tiếng, được thể hiện qua câu ca:
"Ai về qua đất Lệ chi
Nhớ mua rau cải làm dưa trái mùa"
Truyền thống: Trong lịch sử dựng nước và giữ nước của dân tộc, nhân dân Lệ Chi sớm có tinh thần yêu nước. Từ thời Hùng vương thứ 6, Lệ chi đã có ông Châu Đô Thống tham gia đánh tan giặc Ân. Rồi năm 40 sau công nguyên lại có anh em ông Đống, ông Hựu giúp Hai bà Trưng dấy binh khởi nghĩa giành thắng lợi. Và thời kỳ nào có giặc xâm lược là Lệ Chi lại có thêm các anh hùng hào kiệt vì nước quên thân, hiện nhiều người đã được lưu danh để dân làng mãi mãi thờ phụng, hương khói.
Trong thời kỳ thực dân Pháp xâm lược, Lệ chi là nơi sớm tiếp thu ánh sáng của Đảng. Lệ Chi là nơi sớm thành lập đội tự vệ cùng tự vệ cả huyện đi phá cầu Cầu Bây, cắt dây điện thoại, đánh đổ cột điện trên đường 5, phá hoại những công cụ thông tin trong nhà ga Phú Thị, Cổ Bi. Các tầng lớp nhân dân Lệ Chi đều nhất tề theo cách mạng tham gia giành chính quyền trong cách mạng tháng Tám. Rồi những năm tháng gian khổ sống trong vùng tề, Lệ Chi là địa phương có phong trào du kích chiến tranh mạnh đã tích cực giết ác, trừ gian, tiêu diệt bọn phản động không cho chúng lập bốt Tiếu và bắt thanh niên đi lính, đồng thời anh dũng chống trả, đẩy lui các trận càn của giặc pháp.
Không chỉ chiến đấu dũng cảm, nhân dân Lệ chi còn cần cù, chăm chỉ sản xuất góp phần chi viện sức của cho các chiến trường góp phần nhỏ vào chiến thắng chung của dân tộc.
Trong cuộc kháng chiến trường kỳ chống giặc Pháp, đế quốc Mỹ và bảo vệ Tổ Quốc, xã Lệ Chi đã tiễn đưa 939 thanh niên lên đường nhập ngũ, có 48 thanh niên tham gia lực lượng thanh niên xung phong, trong đó có 153 người đã hy sinh trên các mặt trận.